# Горовиц, Ричард
Ричард Горовиц (англ. Richard Horowitz; 6 января 1949, Буффало — 13 апреля 2024, Марракеш) — американский композитор, специализировавшийся на музыке к кинофильмам.
На 48-й церемонии вручения премии «Золотой глобус» он получил премию «Золотой глобус» в категории «Лучший оригинальный саундтрек» к фильму «Под покровом небес», разделив победу с Рюити Сакамото.
Умер от осложнений болезни Паркинсона 13 апреля 2024 года в возрасте 75 лет в Марракеше, где жил последние несколько лет жизни.

## Фильмография
- 2020 — Международный язык / The Universal Language
- 2019 — Другой день на Земле / Another Day on Earth
- 2018 — Танец Ориона / The Dance of Orion
- 2017 — Дом в полях / Tigmi Nigren
- 2015 — Власть / Power
- 2013 — Перекрёсток / Intersections
- 2012 — Ноль / Zero
- 2012 — Шоссе / Highway
- 2011 — Матч
- 2011 — Малыш Джонни / Johnny’s Gone
- 2011 — Любовь в Медине / Jnah l’hwa
- 2008 — Касанегра / Casanegra
- 2008 — Тобрук / Tobruk[англ.][7]
- 2007 — Джихад за любовь / A Jihad for Love
- 2007 — Встреча с сопротивлением / Meeting Resistance[англ.]
- 2006 — Возвращение в Раджапур / Return to Rajapur
- 2005 — Давид и Лэйла: Беззаветная любовь / David & Layla
- 2002 — Логика птиц / Logic of the Birds
- 2002 — Любовники Могадора / Les amants de Mogador
- 2000 — Женщина-скелет / Skeleton Woman
- 1999 — Утонуть на суше / Drowning on Dry Land
- 1999 — Каждое воскресенье / Any Given Sunday
- 1999 — Три сезона / Three Seasons[7]
- 1996 — Тень Фараона / L’ombre du pharaon
- 1995 — Обманутое доверие / Broken Trust (ТВ)
- 1994 — Женщина племени лакота / Lakota Woman: Siege at Wounded Knee (ТВ)
- 1993 — Четыре храбреца / Quattro bravi ragazzi
- 1993 — Башня / The Tower (ТВ)
- 1992 — Чингисхан: История жизни / Genghis Khan: The Story of a Lifetime
- 1992 — Атлантида / L’Atlantide[7]
- 1991 — Гроши / La thune
- 1990 — Под покровом небес / The Sheltering Sky[7]

## Дискография
Сольные альбомы и композиции
- 1981 — Eros In Arabia (Ethnotech Records)
- 1993 — Quattro Bravi Ragazzi (CAM)
- 1999 — Three Seasons (Island Records)
- 1999 — Any Given Sunday (Super Tracks Music Group)
- Drowning on Dry Land
- Film Music
- Return To Rajapur
- Munich
- Selected Film Music #2
- Heart Of China
- City Of Leaves
- Zero
- Intersections
- Heart Of The Middle East
- Akandisha Out Takes
- Dark Ambient 2
- Zero — Out Takes
- Kajarya
- Inter Out Takes
- L’Atlantide
- Kandagar
- Selected Film Music #1
- A Gift Of Love
- Love In The Medina
- Borobadur
- RH BBC Symph Scratch
- Songs The Ruins
- Out of thin air
- Match
- Night Spirit Masters

Совместно с Сьюзан Дейхим
- 1986 — Desert Equations: Azax Attra (Crammed Discs, Made To Measure)
- 1996 — Majoun[англ.] (Sony Classical)
- 2008 — Logic of the Birds (CD, Album) (Venus Rising Records)[9][10][11]